# Paul Donoghue
Paul Patrick Donoghue SM (ur. 18 stycznia 1949 w Auckland) – nowozelandzki duchowny rzymskokatolicki, marysta, w latach 2011–2024 ordynariusz diecezji Rarotonga na Wyspach Cooka. 

## Życiorys
7 stycznia 1969 złożył śluby zakonne w zakonie marystów. 29 czerwca 1975 przyjął święcenia kapłańskie. Przez wiele lat pracował jako nauczyciel w zakonnych szkołach na terenie Oceanii. W latach 1993–1996 był przełożonym regionalnym na wyspie Vanuatu. W kolejnych latach pracował jako mistrz zakonnego nowicjatu w Tutu, a w 2006 mianowano go prowincjałem.
11 kwietnia 2011 papież Benedykt XVI mianował go, jako trzeciego marystę z rzędu, biskupem Rarotonga. Sakry udzielił mu 16 lipca 2011 jego poprzednik na tej stolicy biskupiej Stuart O’Connell SM.
29 czerwca 2024 papież przyjął jego rezygnację z pełnionego urzędu złożoną ze względu na wiek.
W latach 2016–2023 pełnił funkcję przewodniczącego Konferencji Episkopatu Pacyfiku.